# Konstantínos Logothetópoulos
Konstantínos Logothetópoulos (en griego: Κωνσταντίνος Λογοθετόπουλος) fue un médico y político griego. Fue el segundo primer ministro del Gobierno colaboracionista que existió en Grecia durante la Segunda Guerra Mundial.
Logothetópoulos nació en Nauplia en 1878. Estudió medicina en Múnich; luego permaneció en Alemania hasta 1910, practicando y enseñando medicina. Tras su regreso a Grecia, fundó una clínica privada y sirvió como médico en la primera guerra balcánica, la segunda y la guerra greco-turca.
En 1922 Logothetópoulos se convirtió en profesor de ginecología de la Universidad de Atenas. Fue profesor del diputado Grigoris Lambrakis.
Tras la capitulación griega, se nombró vicepresidente y ministro de Educación a Logothetópoulos —que hablaba alemán y estaba casado con una ciudadana alemana— en el Gobierno colaboracionista del general Geórgios Çolakoğlu. Más tarde, fungió como primer ministro entre el 2 de diciembre de 1942 y el 7 de abril de 1943, cuando le sustituyó en el cargo Ioannis Rallis.
Tras la liberación, Logothetópoulos partió a Alemania. Capturado por el ejército estadounidense, este lo entregó a las autoridades griegas. Juzgado por colaboración con el enemigo, fue condenado a cadena perpetua, aunque fue liberado en 1951.
Logothetópoulos falleció el 8 de julio de 1961.